# 李上馨
李上馨（1549年—？），字子升，廣東廣州府番禺縣軍籍，南海縣人。明朝政治人物。

## 生平
嘉靖四十三年（1564年）甲子科廣東鄉試第七名，萬曆八年（1580年）庚辰科會試第一百五十六名，登三甲第一百九十九名進士。通政司觀政，九年授浙江崇德知县，卒。

## 家族
曾祖李周永；祖父李鉞；父李喬芳。母周氏。